# Селезньов Євген Олександрович
Євге́н Олекса́ндрович Селезньо́в (нар. 20 липня 1985, Макіївка, Донецька область, УРСР, СРСР) — український футболіст, нападник. Володар Кубка УЄФА 2008/09 у складі донецького «Шахтаря». Двічі поспіль найкращий бомбардир чемпіонату України: у сезонах 2010/11 (у «Дніпрі») та 2011/12 (у «Шахтарі»). За національну збірну України зіграв 58 матчів та забив 11 голів.

## Клубна кар'єра

### Ранні роки
Народився 20 липня 1985 року в Макіївці (Донецька область). Навчання футболу починав в Академії макіївського «Шахтаря» і ДЮСШ-3 (Маріуполь). З 1999 по 2001 роки перебував у системі ФК «Донбас». У 2001 році перейшов до Академії донецького «Шахтаря». У 2002 році розпочав професіональну кар'єру у фарм-клубах «Шахтаря» — «Шахтар-3» і «Шахтар-2», за які в сумі провів 64 матчі і забив 28 голів.
Взимку 2007 року був відданий в оренду у київський «Арсенал». У Вищій лізі України дебютував 4 березня 2007 року в матчі проти одеського «Чорноморця» (2:0). У червні 2008 року, повернувшись з оренди, підписав новий контракт з «Шахтарем» до 2013 року, але відіграв за донецьку команду лише один сезон 2008/09, ставши разом з командою володарем Кубка УЄФА.

### «Дніпро»
25 липня 2009 року Євген перейшов до складу дніпропетровського «Дніпра», сума трансферу склала 4,5 млн €. У першому ж сезоні в новій команді став основним нападником, провівши в чемпіонаті України 27 матчів, у яких забив 13 голів. У наступному сезоні Селезньов став найкращим бомбардиром чемпіонату України, забивши 17 м'ячів і випередивши форварда «Металіста» Марко Девича на 3 голи. Загалом, відігравши у Дніпропетровську два сезони, нападник провів у чемпіонаті 51 гру і забив 30 голів.

### «Шахтар»— перше повернення

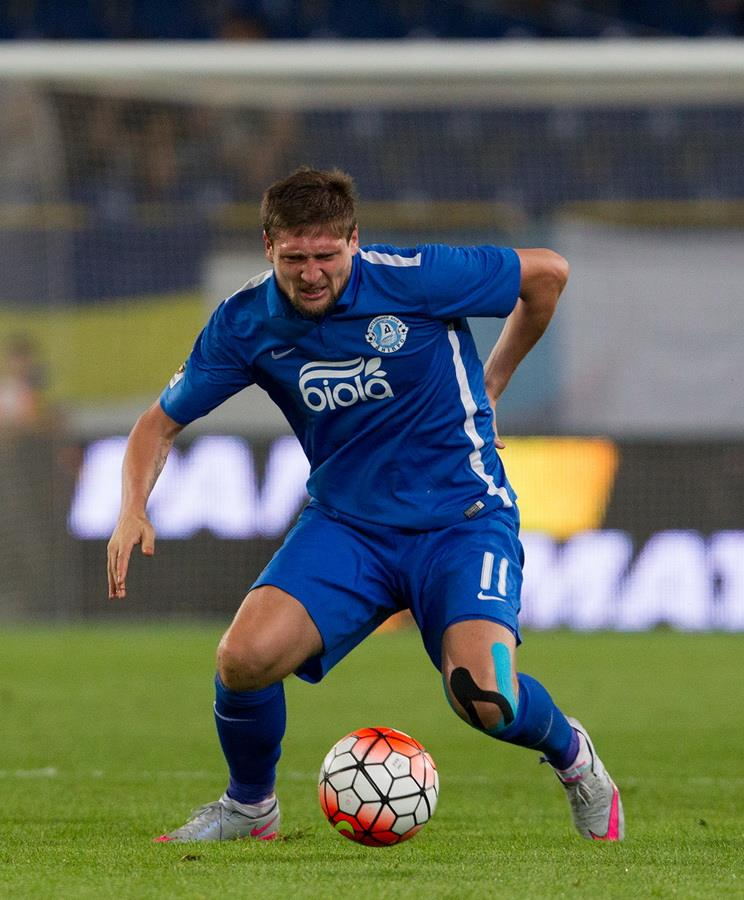
Євген Селезньов під час виступів за «Дніпро». 30 серпня 2015.

В червні 2011 року Селезньов повернувся до «Шахтаря». У першому ж матчі чемпіонату, 10 липня, він відзначився голом у матчі з «Оболонню», який «гірники» виграли 4:0. 2 жовтня, в домашньому матчі проти луганської «Зорі», відзначився дублем. 27 листопада у виїзній грі 17-го туру чемпіонату проти львівських «Карпат» також забив два м'ячі. Загалом у сезоні 2011/12, разом із Майконом, став найкращим бомбардиром чемпіонату, а «Шахтар» — чемпіоном України та володарем Кубка.

### «Дніпро»— повернення
У кінці серпня 2012 року знову приєднався до «Дніпра». Перший гол забив у 9 турі чемпіонату України в матчі проти «Чорноморця» (1:0). У сезоні 2013/14 «Дніпро» вдруге в історії виграв срібні медалі чемпіонату України. У тому сезоні Селезньов забив 13 голів, але найкращим бомбардиром чемпіонату з 20 голами став нападник «Шахтаря» Луїс Адріану. А вже наступного року Євген разом із дніпровцями дійшов до фіналу Ліги Європи, забивши важливі м'ячі в півфінальних матчах проти «Наполі»: один гол у першому матчі був забитий з офсайда, але зарахований. У фіналі вийшов на заміну, але дніпряни програли іспанській «Севільї» 2:3. 4 квітня 2015 року відзначився дублем у матчі проти «Ворскли» і став рекордсменом «Дніпра» за забитими м'ячами у чемпіонаті України. У матчі проти «Сталі» оформив покер.
Влітку 2015 року в «Дніпрі» почались фінансові проблеми, а Селезньов, після відходу Николи Калинича і Євгена Коноплянки, став головним бомбардиром команди. У Лізі Європи «дніпряни» не вийшли з групи, але Селезньов продемонстрував хорошу гру, врятувавши «Дніпро» від поразки у першому турі від «Лаціо» на «Дніпро-Арені», а єдиний його гол у виїзному матчі з «Русенборгом» став для «Дніпра» переможним.
У лютому 2016 року Селезньов отримав статус вільного агента. «Дніпро» заборгував нападнику більше мільйона євро по старих платежах, а також затриману зарплату за кілька місяців. Керівництво клубу і гравець домовилися, що Селезньов пробачає борги, а «Дніпро» відпускає його в інший клуб на безоплатній основі.

### «Кубань»
25 лютого 2016 року безкоштовно перейшов у російський клуб «Кубань». Як розповів сам футболіст, він також мав пропозиції від англійських «Сандерленда» та «Астон Вілли». Євген мав стати другим найбільш високооплачуваним футболістом у клубі, заробляючи 1,2 мільйона євро на рік, але у підсумку, за словами агента футболіста Вадима Шаблія, Селезньов не отримав від російського клубу жодних грошей — ні зарплатні, ні підйомних. 11 березня 2016 року у 20-му турі чемпіонату Росії він відзначився дебютним голом за «Кубань» у ворота «Крил Рад», який був забитий з пенальті. 9 травня того ж року, за обопільною згодою сторін, розірвав контракт із «Кубанню».

### «Шахтар»— друге повернення
14 травня 2016 року підписав контракт на 2 роки з донецьким «Шахтарем», а згодом з'явився на першому тренуванні. В останніх матчах сезону участі не брав, а за першу половину сезону 2016/17 зіграв у семи матчах в усіх турнірах і в грудні 2016 року залишив «Шахтар» як вільний агент за обопільною згодою.

### Виступи в Туреччині та оренда в «Малагу»
26 грудня 2016 року офіційно оголошено про перехід Селезньова до лав турецького клубу «Карабюкспор». Дебютував 14 січня 2017 року, вийшовши у стартовому складі в домашньому матчі турецької Суперліги проти «Акхісар Беледієспора» (1:0) і на останніх хвилинах матчу отримав жовту картку. В грудні 2017 року покинув клуб.
5 грудня 2017 року офіційно став гравцем «Акхісар Беледієспору», підписавши контракт на 2,5 роки. У сезоні 2017/18 у складі цієї команди став володарем Кубка та Суперкубка Туреччини.
10 січня 2019 року Селезньов перейшов на правах оренди до кінця сезону до іспанського клубу «Малага». Дебютував 20 січня в матчі проти «Луго», замінивши на 67-й хвилині Ренату Сантуша за рахунку 1:1 і взяв участь у переможному голі. Після 12 матчів в Сегунді, в яких нападник не забив жодного голу, «Малага» оголосила про розірвання контракту.
Влітку 2019 повернувся до Туреччини, ставши гравцем «Бурсаспора», у складі якого в сезоні 2019/20 забив 10 голів у 28 іграх другого турецького дивізіону.

### Повернення в Україну
У вересні 2020 року Селезньов повернувся до України й підписав контракт з «Колосом» (Ковалівка). Повернувшись в УПЛ, Євген поставив перед собою мету — стати найкращим бомбардиром в історії турніру, для цього йому потрібно було забити 14 м'ячів.
Влітку 2021 року перейшов до клубу «Минай».

## Збірна
У складі молодіжної збірної України провів 1 гру. У головній національній збірній дебютував 24 травня 2008 року проти збірної Нідерландів. Свій перший гол за збірну України забив у товариській грі проти збірної Норвегії 19 листопада 2008 року з пенальті.
Головний тренер збірної України Олег Блохін включив Селезньова до списку 23 гравців, які були заявлені для участі на домашньому чемпіонаті Європи 2012 року, але на турнірі Селезньов не зіграв жодного матчу.
9 жовтня 2015 року у виїзному матчі проти збірної Македонії (2:0) Селезньов відзначився на 59-й хвилині, реалізувавши пенальті. Для нього цей гол став 10-м за збірну і 140-м у заліку бомбардирського клубу Олега Блохіна.
Був включений у заявку збірної України на чемпіонат Європи 2016 року. На турнірі зіграв у матчах проти збірних Північної Ірландії і Німеччини.

## Статистика виступів

### Статистика клубних виступів
Станом на 5 грудня 2015 року:
| Сезон              | Команда            | Чемпіонат          | Чемпіонат | Чемпіонат | Кубок | Кубок | Кубок | Єврокубки | Єврокубки | Єврокубки | Інші кубки | Інші кубки | Інші кубки | Всього | Всього |
| Сезон              | Команда            | Змаг.              | Матчі     | Голи      | Змаг. | Матчі | Голи  | Змаг.     | Матчі     | Голи      | Змаг.      | Матчі      | Голи       | Матчі  | Голи   |
| ------------------ | ------------------ | ------------------ | --------- | --------- | ----- | ----- | ----- | --------- | --------- | --------- | ---------- | ---------- | ---------- | ------ | ------ |
| 2002—2003          | Шахтар-3           | 2Л                 | 16        | 4         | —     | —     | —     | —         | —         | —         | -          | —          | —          | 16     | 4      |
| 2003—2004          | Шахтар-3           | 2Л                 | 25        | 5         | —     | —     | —     | —         | —         | —         | —          | —          | —          | 25     | 5      |
| Всього в Шахтарі-3 | Всього в Шахтарі-3 | Всього в Шахтарі-3 | 41        | 9         |       |       |       |           |           |           |            |            |            | 41     | 9      |
| 2003—2004          | Шахтар-2           | 1Л                 | 3         | 0         | —     | —     | —     | —         | —         | —         | -          | —          | —          | 3      | 0      |
| 2004—2005          | Шахтар-2           | 1Л                 | 19        | 8         | —     | —     | —     | —         | —         | —         | —          | —          | —          | 19     | 8      |
| 2005—2006          | Шахтар-2           | 1Л                 | 30        | 11        | —     | —     | —     | —         | —         | —         | —          | —          | —          | 30     | 11     |
| Всього в Шахтарі-2 | Всього в Шахтарі-2 | Всього в Шахтарі-2 | 52        | 19        |       |       |       |           |           |           |            |            |            | 52     | 19     |
| 2006—2007          | Арсенал (Київ)     | ВЛ                 | 12        | 2         | КУ    | 0     | 0     | —         | —         | —         | —          | —          | —          | 12     | 2      |
| 2007—2008          | Арсенал (Київ)     | ВЛ                 | 24        | 17        | КУ    | 2     | 0     | —         | —         | —         | —          | —          | —          | 26     | 17     |
| Всього в Арсеналі  | Всього в Арсеналі  | Всього в Арсеналі  | 36        | 19        |       | 2     | 0     |           |           |           |            |            |            | 38     | 19     |
| 2008—2009          | Шахтар (Донецьк)   | ПЛ                 | 26        | 7         | КУ    | 3     | 2     | ЛЧ/КУ     | 3+2       | 1+1       | СКУ        | 1          | 0          | 35     | 11     |
| Всього в Шахтарі   | Всього в Шахтарі   | Всього в Шахтарі   | 26        | 7         |       | 3     | 2     |           | 5         | 2         |            | 1          | 0          | 35     | 11     |
| 2009–2010          | Дніпро             | ПЛ                 | 27        | 13        | КУ    | 3     | 4     | —         | —         | —         | —          | —          | —          | 30     | 17     |
| 2010–2011          | Дніпро             | ПЛ                 | 24        | 17        | КУ    | 3     | 1     | ЛЄ        | 4         | 1         | —          | —          | —          | 31     | 19     |
| Всього в Дніпрі    | Всього в Дніпрі    | Всього в Дніпрі    | 51        | 30        |       | 6     | 5     |           | 4         | 1         |            |            |            | 61     | 36     |
| 2011—2012          | Шахтар (Донецьк)   | ПЛ                 | 23        | 14        | КУ    | 2     | 0     | ЛЧ        | 3         | 1         | СКУ        | 1          | 0          | 29     | 15     |
| 2012—2013          | Шахтар (Донецьк)   | ПЛ                 | 3         | 2         | —     | —     | —     | —         | —         | —         | —          | —          | —          | 3      | 2      |
| Всього в Шахтарі   | Всього в Шахтарі   | Всього в Шахтарі   | 26        | 16        |       | 2     | 0     |           | 3         | 1         |            | 1          | 0          | 32     | 17     |
| 2012–2013          | Дніпро             | ПЛ                 | 22        | 7         | КУ    | 4     | 0     | ЛЄ        | 6         | 3         | —          | —          | —          | 32     | 10     |
| 2013–2014          | Дніпро             | ПЛ                 | 29        | 13        | КУ    | 1     | 1     | ЛЄ        | 7         | 2         | —          | —          | —          | 37     | 16     |
| 2014–2015          | Дніпро             | ПЛ                 | 21        | 8         | КУ    | 5     | 3     | ЛЧ/ЛЄ     | 2+11      | 0+2       | —          | —          | —          | 39     | 13     |
| 2015–2016          | Дніпро             | ПЛ                 | 16        | 10        | КУ    | 2     | 1     | ЛЄ        | 5         | 2         | —          | —          | —          | 23     | 13     |
| Всього в Дніпрі    | Всього в Дніпрі    | Всього в Дніпрі    | 88        | 38        |       | 12    | 5     |           | 31        | 9         |            |            |            | 131    | 52     |
| Всього             | Всього             | Всього             | 320       | 138       |       | 25    | 12    |           | 43        | 13        |            | 2          | 0          | 390    | 163    |

ПЛ — прем'єр-ліга

### Матчі у складі збірної України
Дані наведені станом на 27 травня 2016 року
| Дата       | Місто            | Господарі          | Результат | Гості      | Турнір            | Голи | Примітки         |
| ---------- | ---------------- | ------------------ | --------- | ---------- | ----------------- | ---- | ---------------- |
| 24/05/2008 | Роттердам        | Нідерланди         | 3 – 0     | Україна    | товариський матч  | -    | Вийшов на 66'    |
| 01/06/2008 | Стокгольм        | Швеція             | 0 – 1     | Україна    | товариський матч  | -    |                  |
| 06/09/2008 | Львів            | Україна            | 1 – 0     | Білорусь   | Відбір до ЧС 2010 | -    | Вийшов на 58'    |
| 10/09/2008 | Алмати           | Казахстан          | 1 – 3     | Україна    | Відбір до ЧС 2010 | -    | Замінений на 86' |
| 19/11/2008 | Дніпропетровськ  | Україна            | 1 – 0     | Норвегія   | товариський матч  | 1    | Замінений на 46' |
| 10/02/2009 | Лімасол          | Словаччина         | 2 – 3     | Україна    | товариський матч  | 1    | Замінений на 67' |
| 11/02/2009 | Нікосія          | Україна            | 1 – 0     | Сербія     | товариський матч  | -    | Вийшов на 89'    |
| 06/06/2009 | Загреб           | Хорватія           | 2 – 2     | Україна    | Відбір до ЧС 2010 | -    | Вийшов на 24'    |
| 10/06/2009 | Київ             | Україна            | 2 – 1     | Казахстан  | Відбір до ЧС 2010 | -    | Вийшов на 68'    |
| 12/08/2009 | Київ             | Україна            | 0 – 3     | Туреччина  | товариський матч  | -    | Замінений на 46' |
| 05/09/2009 | Київ             | Україна            | 5 – 0     | Андорра    | Відбір до ЧС 2010 | 1    | Вийшов на 65'    |
| 14/10/2009 | Андорра-ла-Велья | Андорра            | 0 – 6     | Україна    | Відбір до ЧС 2010 | 1    | Вийшов на 67'    |
| 18/11/2009 | Донецьк          | Україна            | 0 – 1     | Греція     | Відбір до ЧС 2010 | -    | Вийшов на 56'    |
| 25/05/2010 | Харків           | Україна            | 4 – 0     | Литва      | товариський матч  | -    | Вийшов на 79'    |
| 29/05/2010 | Львів            | Україна            | 3 – 2     | Румунія    | товариський матч  | -    | Вийшов на 89'    |
| 11/08/2010 | Донецьк          | Україна            | 1 – 1     | Нідерланди | товариський матч  | -    | Вийшов на 56'    |
| 04/09/2010 | Лодзь            | Польща             | 1 – 1     | Україна    | товариський матч  | 1    | Вийшов на 59'    |
| 07/09/2010 | Київ             | Україна            | 2 – 1     | Чилі       | товариський матч  | -    | Вийшов на 81'    |
| 08/10/2010 | Київ             | Україна            | 2 – 2     | Канада     | товариський матч  | -    | Замінений на 46' |
| 11/10/2010 | Дербі            | Бразилія           | 2 – 0     | Україна    | товариський матч  | -    | Вийшов на 62'    |
| 29/03/2011 | Київ             | Україна            | 0 – 2     | Італія     | товариський матч  | -    |                  |
| 01/06/2011 | Київ             | Україна            | 2 – 0     | Узбекистан | товариський матч  | -    | Вийшов на 55'    |
| 06/06/2011 | Донецьк          | Україна            | 1 – 4     | Франція    | товариський матч  | -    | Вийшов на 69'    |
| 02/09/2011 | Харків           | Україна            | 2 – 3     | Уругвай    | товариський матч  | -    | Вийшов на 59'    |
| 06/09/2011 | Прага            | Чехія              | 4 – 0     | Україна    | товариський матч  | -    | Вийшов на 57'    |
| 07/10/2011 | Київ             | Україна            | 3 – 0     | Болгарія   | товариський матч  | -    | Вийшов на 53'    |
| 11/10/2011 | Таллінн          | Естонія            | 0 – 2     | Україна    | товариський матч  | -    | Вийшов на 72'    |
| 28/05/2012 | Куфштайн         | Україна            | 4 – 0     | Естонія    | товариський матч  | -    | Вийшов на 54'    |
| 05/06/2012 | Інґольштадт      | Туреччина          | 2 – 0     | Україна    | товариський матч  | -    | Вийшов на 69'    |
| 15/08/2012 | Львів            | Україна            | 0 – 0     | Чехія      | товариський матч  | -    | Замінений на 46' |
| 12/10/2012 | Кишинів          | Молдова            | 0 – 0     | Україна    | Відбір до ЧС 2014 | -    | Вийшов на 60'    |
| 16/10/2012 | Київ             | Україна            | 0 – 1     | Чорногорія | Відбір до ЧС 2014 | -    | Замінений на 82' |
| 14/11/2012 | Софія            | Болгарія           | 0 – 1     | Україна    | товариський матч  | -    | Замінений на 75' |
| 06/02/2013 | Севілья          | Україна            | 2 – 0     | Норвегія   | товариський матч  | -    | Вийшов на 63'    |
| 26/03/2013 | Одеса            | Україна            | 2 – 1     | Молдова    | Відбір до ЧС 2014 | -    | Замінений на 62' |
| 02/06/2013 | Київ             | Україна            | 0 – 0     | Камерун    | товариський матч  | -    | Замінений на 46' |
| 14/08/2013 | Київ             | Україна            | 2 – 0     | Ізраїль    | товариський матч  | 1    | Вийшов на 46'    |
| 06/09/2013 | Львів            | Україна            | 9 – 0     | Сан-Марино | Відбір до ЧС 2014 | 1    |                  |
| 10/09/2013 | Київ             | Україна            | 0 – 0     | Англія     | Відбір до ЧС 2014 | -    | Вийшов на 90'    |
| 15/10/2013 | Серравалле       | Сан-Марино         | 0 – 8     | Україна    | Відбір до ЧС 2014 | 2    | Замінений на 64' |
| 15/11/2013 | Київ             | Україна            | 2 – 0     | Франція    | Відбір до ЧС 2014 | -    | Вийшов на 86'    |
| 19/11/2013 | Париж            | Франція            | 3 – 0     | Україна    | Відбір до ЧС 2014 | -    | Вийшов на 76'    |
| 09/06/2015 | Лінц             | Україна            | 2 – 1     | Грузія     | товариський матч  | -    | Замінений на 46' |
| 14/06/2015 | Львів            | Україна            | 3 – 0     | Люксембург | Відбір до ЧЄ 2016 | -    | Вийшов на 69'    |
| 09/10/2015 | Скоп'є           | Північна Македонія | 0 – 2     | Україна    | Відбір до ЧЄ 2016 | 1    | Замінений на 74' |
| 12/10/2015 | Київ             | Україна            | 0 – 1     | Іспанія    | Відбір до ЧЄ 2016 | -    | Вийшов на 87'    |
| 14/11/2015 | Львів            | Україна            | 2 – 0     | Словенія   | Відбір до ЧЄ 2016 | 1    | Замінений на 83' |
| 17/11/2015 | Марибор          | Словенія           | 1 – 1     | Україна    | Відбір до ЧЄ 2016 | -    | Замінений на 80' |
| Усього     |                  | Матчів             | 48        |            | Голів             | 11   |                  |

## Нагороди та досягнення

### Командні
- Чемпіон України: 2011/12
- Срібний призер чемпіонату України (2): 2008/09, 2013/14
- Володар Кубка України: 2011/12
- Фіналіст Кубка України: 2008/09
- Володар Суперкубка України (2): 2008, 2012
- Володар Кубка УЄФА: 2008/09
- Фіналіст Ліги Європи УЄФА: 2014/15
- Володар Кубка Туреччини: 2017/18
- Володар Суперкубка Туреччини: 2018

### Особисті
- Найкращий бомбардир чемпіонату України (2): 2010/11 (17 м'ячів), 2011/12 (14 голів, спільно з Майконом)
- Заслужений майстер спорту України: 2009[40]
- Член символічного Клубу Олега Блохіна: 144[41] голи[42]
- Третій бомбардир чемпіонатів України: 109 голів[43]

## Державні нагороди
- Орден «За мужність» III ст. (25 травня 2009) — «за досягнення визначного спортивного результату — здобуття Кубка УЄФА 2009 року, виявлені мужність, самовідданість і волю до перемоги, утвердження міжнародного авторитету вітчизняного футболу»[44]
- Відзнака «Іменна вогнепальна зброя» (21 листопада 2015) — «за досягнення високих спортивних результатів, вагомий внесок у розвиток вітчизняного футболу, піднесення міжнародного авторитету Української держави»[45]

## Інциденти
У Донецьку 8 вересня 2011 року за участі Євгена Селезньова, який був за кермом своєї блакитної Maserati, сталася дорожньо-транспортна пригода. Футболіст не розрахував гальмівний шлях і врізався в автомобіль, який стояв попереду. Той, у свою чергу, за інерцією вдарив ще одне авто. Проте у «Мазераті» постраждав не тільки капот, але й задня частина, в яку «в'їхав» ще один учасник ДТП.

## Цікаві факти
- За 2013 рік заробив 1,3 мільйони доларів[47].
- Євген Селезньов є одним з найрезультативніших і найефективніших бомбардирів України. Станом на 5 серпня 2014 року він займав 5 місце з 92 забитими голами і з середньою ефективністю 0,479 на другому місці після Андрія Шевченка (0,48), причому за кількістю голів в Прем'єр-лізі України він Шевченка обійшов.